# Plaitford
Plaitford est un village anglais situé dans le Hampshire.